# Parallelia cuneifascia
Parallelia cuneifascia är en fjärilsart som beskrevs av Gustaaf Hulstaert 1924. Parallelia cuneifascia ingår i släktet Parallelia och familjen nattflyn. Inga underarter finns listade i Catalogue of Life.